# 맨체스터 베이비

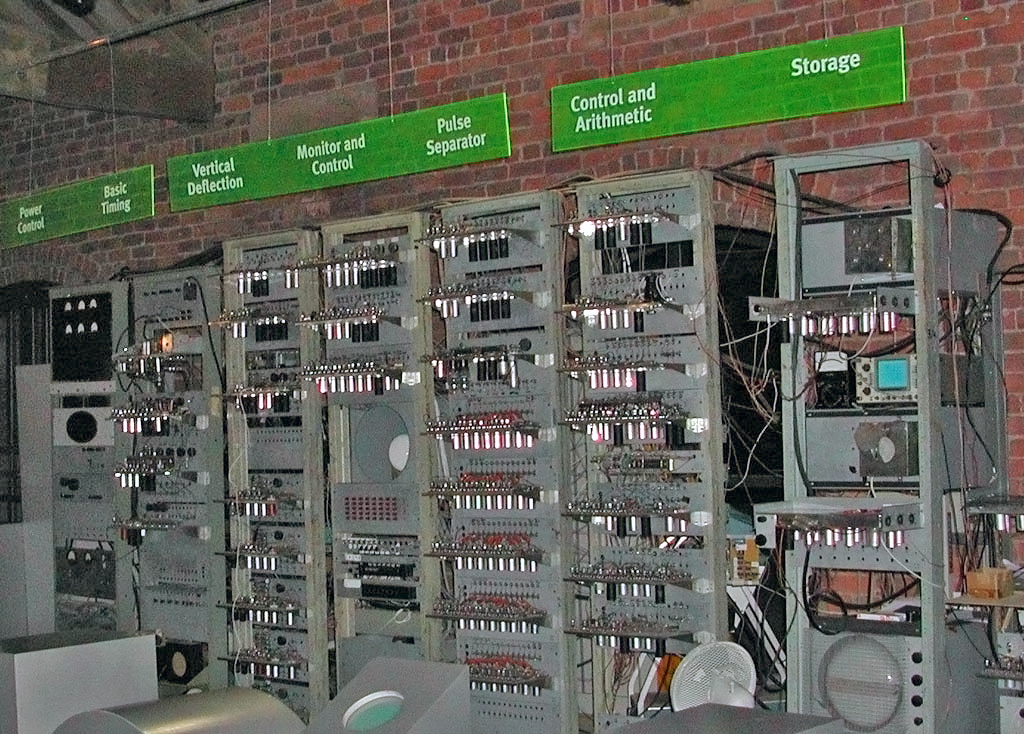
맨체스터 캐슬필드 과학산업 박물관에 있는 베이비 복제품

맨체스터 베이비(Manchester Baby) 또는 SSEM(Small-Scale Experimental Machine)은 최초의 프로그램 내장식 컴퓨터였다. 프레드릭 C. 윌리엄스, 톰 킬번, 제프 투틸이 맨체스터 대학교에서 제조했으며 1948년 6월 21일에 첫 번째 프로그램을 실행했다.
베이비는 실용적인 컴퓨팅 엔진이 아닌 최초의 진정한 랜덤 액세스 메모리인 윌리엄스 튜브의 테스트베드로 설계되었다. 제작된 지 50년이 지나서 "작고 원시적"이라고 묘사된 이 컴퓨터는 현대 전자 디지털 컴퓨터에 필수적인 모든 요소를 포함하는 최초의 작업 기계였다. 베이비가 디자인의 타당성을 입증하자마자 대학에서는 이를 본격적인 작동 기계인 맨체스터 마크 1로 개발하는 프로젝트가 시작되었다. 마크 1은 곧 세계 최초의 상용 범용 컴퓨터 페란티 마크 1의 프로토타입이 되었다.
베이비는 32비트 워드 길이와 32개 워드(1킬로비트, 1,024비트)의 메모리를 가졌다. 가장 간단한 저장 프로그램 컴퓨터로 설계되었기 때문에 하드웨어에 구현된 유일한 산술 연산은 뺄셈과 부정뿐이었다. 다른 산술 연산은 소프트웨어로 구현되었다. 기계용으로 작성된 세 가지 프로그램 중 첫 번째는 218부터 아래로 모든 정수를 테스트하여 218 (262,144)의 가장 높은 고유 약수를 계산했다. 이 알고리즘은 실행하는 데 오랜 시간이 걸리므로 나눗셈이 제수를 반복적으로 빼서 구현되므로 컴퓨터의 신뢰성이 입증된다. 이 프로그램은 17개의 명령어로 구성되었으며 베이비가 약 350만 번의 연산(초당 약 1100 명령어의 유효 CPU 속도)을 수행한 후 정답 131,072에 도달하기까지 약 52분 동안 실행되었다.